# Chille
Chille település Franciaországban, Jura megyében. Lakosainak száma 295 fő (2022. január 1.). Chille Le Pin, Lons-le-Saunier, Pannessières és Villeneuve-sous-Pymont községekkel határos.

## Népesség
A település népességének változása:
| Lakosok száma | 110  | 184  | 217  | 321  | 292  | 291  | 293  | 295  | 296  | 295  |
|               | 1968 | 1982 | 1990 | 2006 | 2013 | 2015 | 2017 | 2019 | 2020 | 2022 |